# Calceolaria ajugoides
Calceolaria ajugoides är en toffelblomsväxtart som beskrevs av Kränzl.. Calceolaria ajugoides ingår i släktet toffelblommor, och familjen toffelblomsväxter. Inga underarter finns listade i Catalogue of Life.